# Philipp von der Leyen (1766–1829)

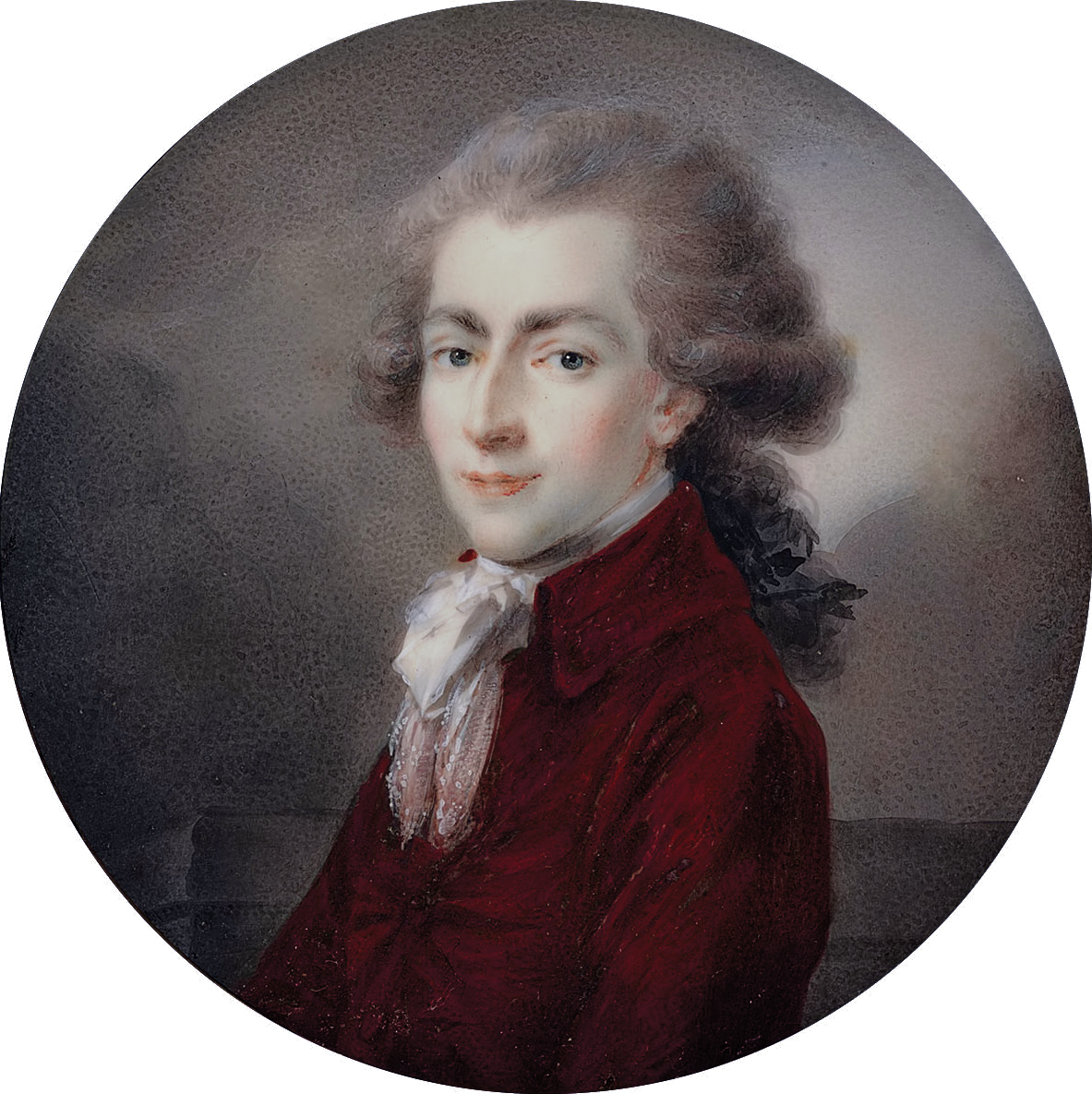
Philipp von der Leyen und zu Hohengeroldseck (Heinrich Friedrich Füger)

Philipp Franz Wilhelm Ignaz Reichsgraf und Fürst von der Leyen und zu Hohengeroldseck (* 1. August 1766 in Koblenz; † 23. November 1829 in Köln) war der erste Fürst von der Leyen. Am 12. Juli 1806 nahm Graf Philipp Franz von der Leyen den Fürstentitel an. Von 1806 bis 1815 war er Souverän des Fürstentums von der Leyen im Rheinbund.

## Leben

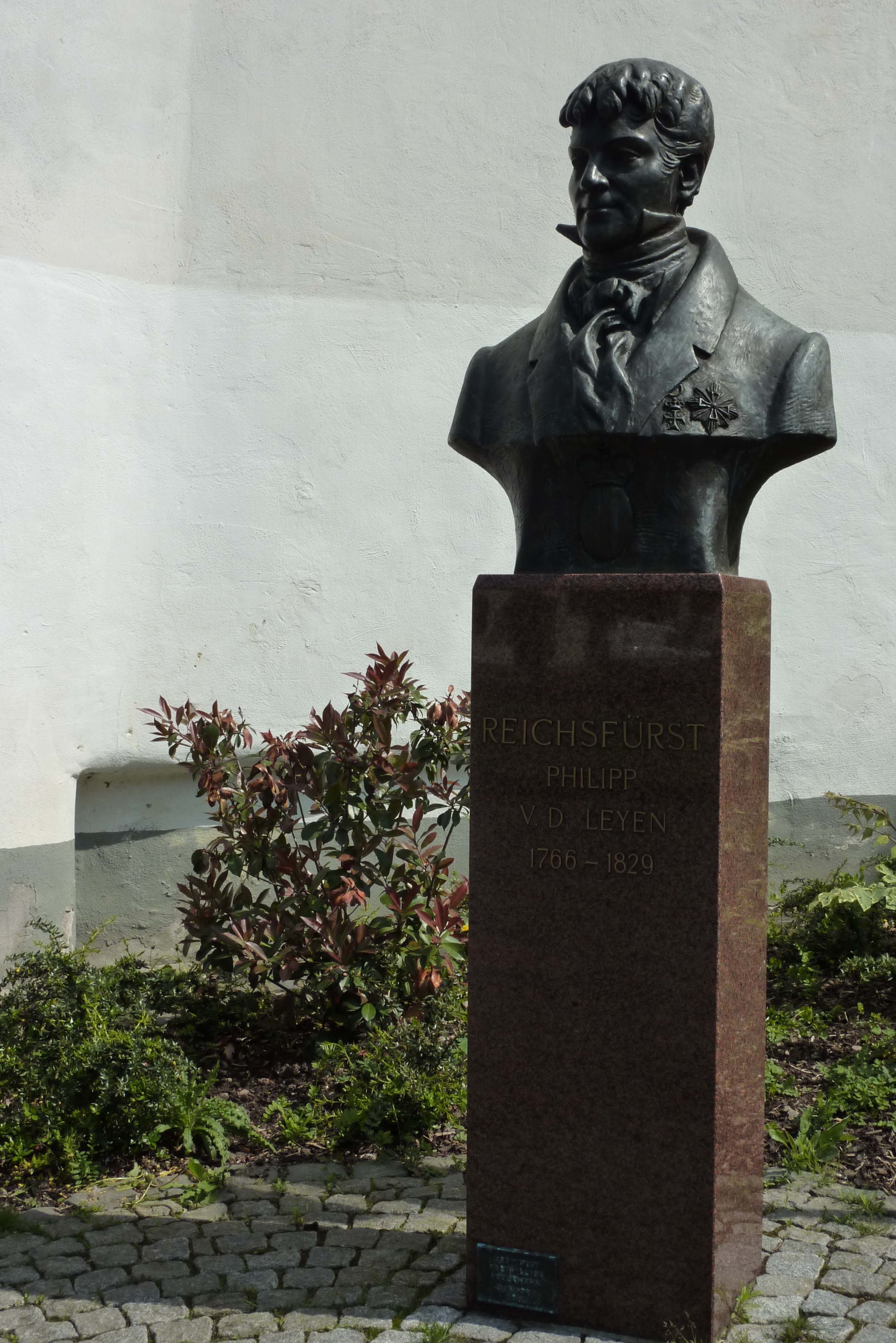
Büste von Karol Badyna

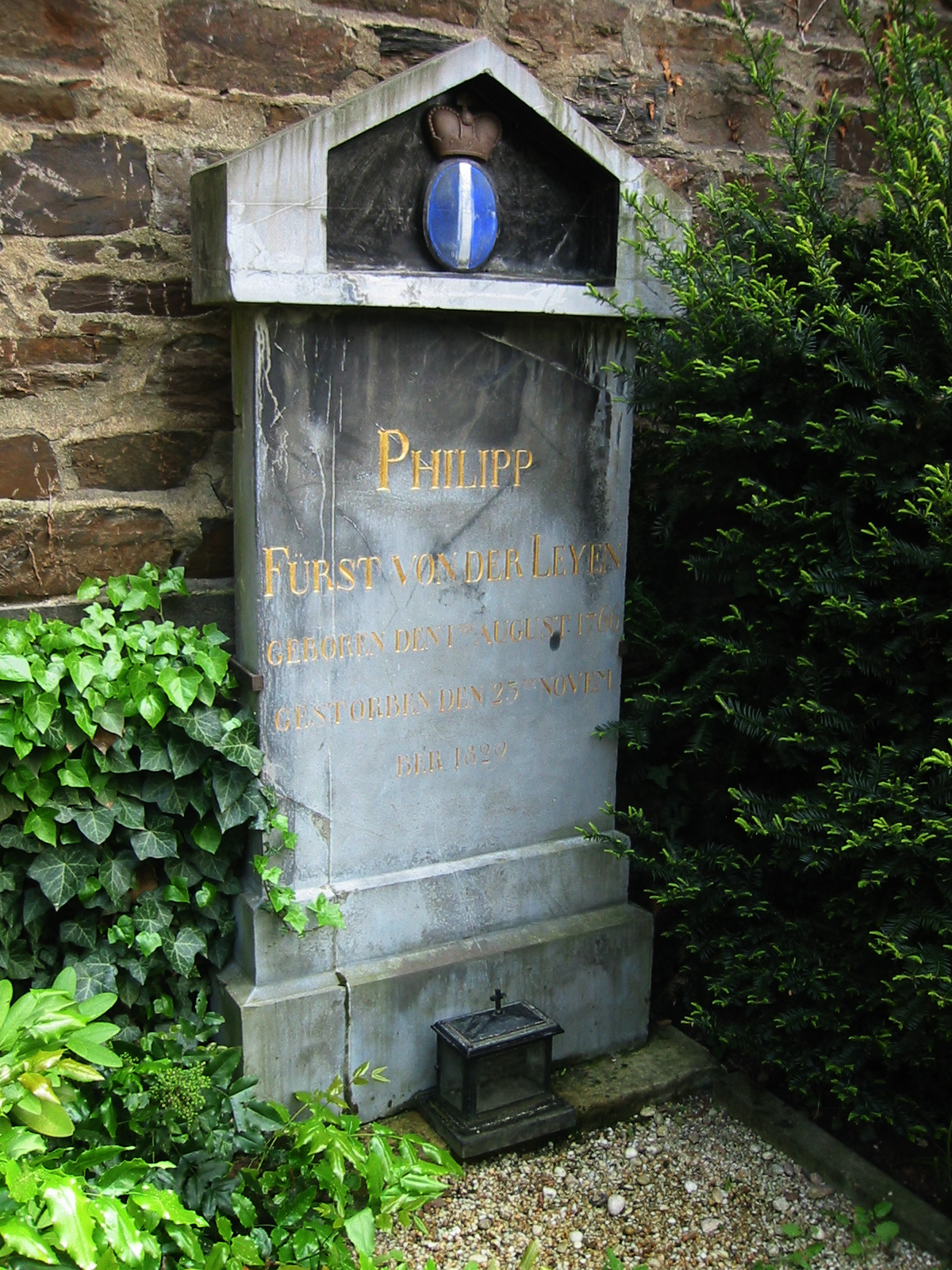
Grab des 1829 verstorbenen Philipp von der Leyen an der Nordseite der katholischen Ortskirche St. Johannes Apostel in Gondorf

Philipp Franz war der Sohn des Reichsgrafen Franz Karl von der Leyen (* 1736; † 1775) und dessen Gemahlin Marianne geborene von Dalberg und damit ein Neffe des späteren Fürstprimas des Rheinbundes, Karl Theodor von Dalberg.
Als der Vater Franz Karl 1775 starb, übernahm die dreißigjährige Mutter Marianne die Obervormundschaft über Philipp und regierte die Reichsgrafschaft bis 1791 von Blieskastel aus. 1781 wurde Graf Philipp Mitglied der Akademie gemeinnütziger Wissenschaften von Erfurt. Er heiratete am 15. Mai 1788 in Pommersfelden Gräfin Sophia Theresia von Schönborn-Buchheim (* 15. August 1772 in Mainz; † bei einem Brand am 4. Juli 1810 in Paris), Tochter von Graf Erwein von Schönborn-Buchheim und Gräfin Maria Anna von Stadion-Warthausen und Thannhausen. 1794 flüchtete die Familie vor den französischen Revolutionstruppen auf die rechte Rheinseite und lebte bei Frankfurt am Main.
1795 und 1798 beschreibt Graf Philipp „[...] einen fast unbeschreiblichen Schaden [...] welcher mir durch die feindliche Occupation meiner zum Reich gehörigen Besitzungen angezeigt.“  Er bezifferte gegenüber der Reichsverwaltung in Regensburg seine Geldwertverluste aus den Jahren 1792 bis 1796 mit 1.823.405 Florin. In der Schadensaufstellung werden u. a. die verlorenen Pachterträge aus acht linksrheinischen Herrschaften und neun linksrheinischen Kellereien aufgeführt.
Nach dem Frieden von Lunéville 1801 waren die linksrheinischen Güter des Grafen von der Leyen von der französischen Regierung sequestriert worden. Der Regensburger Reichstag entschied, den Grafen nicht zu entschädigen, da er sich nicht an den Kriegskosten des Reichskriegs der Ersten Koalition beteiligt hatte. Der Bruder seiner Mutter, Reichskanzler Karl Theodor von Dalberg, der seit 1803 mit Napoleon persönlich in das Reich betreffenden Verhandlungen stand, setzte sich in mehreren Gesuchen für seinen Neffen beim französischen Kaiser ein. Der verfügte am 10. Mai 1804 – „aus Achtung und besonderer Zuneigung für den werten Onkel“ – eine Aufhebung des Sequesters und gab ihm nach eigenen Worten „Güter im Wert von fünf Millionen Francs auf dem linken Rheinufer zurück“.
Weitere Entschädigungswünsche wurden von Reichsgraf von der Leyen und einem anderen Neffen Dalbergs in Paris an den Kaiser gerichtet. Zur Kompensation ihrer bisherigen Verluste wünschten sie 1806 die Finanzerträge aus dem inzwischen preußischen Eichsfeld, das nach dem Sieg über Preußen von Napoleon besetzt worden war. Von der Leyen wurde stattdessen zum souveränen Fürsten in dem mit Napoleon alliierten Rheinbund erhoben.
1807 versuchte von der Leyen in Paris erneut, statt des Eichsfelds wenigstens Erfurt und Teile der alten Grafschaft Hanau zu bekommen. Napoleon soll sich über „die Unersätterlichkeit“ des Fürsten bei Dalberg beschwert haben, aber er wies 1808 anlässlich des Erfurter Fürstentags 200.000 Francs zu.
Nach Napoleons Ende erledigt der Wiener Kongress die Souveränität von der Leyens und stellt die Herrschaft Hohengeroldseck unter habsburgische Landeshoheit und 1819 unter großherzoglich badische.
1825 erhielt Fürst von der Leyen durch Bundestagsbeschluss das Prädikat „Durchlaucht“ für den jeweils Erstgeborenen (Primogenitur).
Philipp wurde auf dem kleinen Kirchhof über der Burg Gondorf in Kobern-Gondorf begraben. Seine von dem polnischen Bildhauer Karol Badyna geschaffene Bronzebüste steht seit 2002 dort vor der Vorburg des Leyen’schen Stammsitzes.

## Nachkommen
Mit seiner Gemahlin Sophia Theresia Gräfin von Schönborn-Buchheim hatte er zwei Kinder:
- Prinzessin Amalie (* 1789; † 1870)

⚭ 1810 Comte Louis de Tascher de La Pagerie (Cousin von Kaiserin Joséphine)
Eine vorher geplante Ehe mit einem Neffen von Napoleons Außenminister Talleyrand kam nicht zustande.
- Fürst Erwein I. (* 1798; † 1879)

⚭ 1818 Gräfin Sophie von Schönborn-Buchheim (* 1798; † 1876)

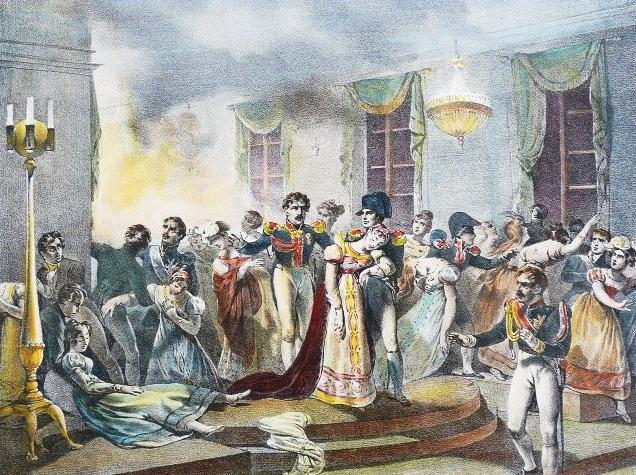
Brand in der österreichischen Botschaft in Paris am 4. Juli 1810

Fürstin Sophia Theresia starb am 4. Juli 1810 in Paris bei einem Brand während eines Balls in der österreichischen Botschaft in Paris, dem Hôtel de Montesson in der Rue de Montblanc, den der österreichische Botschafter, Prinz Karl Schwarzenberg, kurz nach der Heirat Napoleons I. mit Marie-Louise von Österreich zu deren Ehren und in deren Anwesenheit gegeben hatte. Der in den Garten hinein errichtete provisorische Tanzsaal aus Holzwänden, überzogen mit Wachsleinwand, fing Feuer und löste eine Massenflucht aus, unter der die hölzernen Treppenstufen einbrachen, Menschen niedergetreten wurden und hinabstürzten. Der Brand, dessen Löschung Kaiser Napoleon selbst leitete, kostete zwanzig Personen das Leben, darunter auch die Fürstin Pauline Schwarzenberg, geb. Prinzessin von Arenberg, Gemahlin des Fürsten Joseph Schwarzenberg, des älteren Bruders des Botschafters. Der Brand veranlasste den Kaiser zu einer vollständigen Neuorganisation der Feuerwehr Corps des gardes-pompes, der heutigen Brigade des Sapeurs-Pompiers de Paris.